# Labuť malá
Labuť malá (Cygnus columbianus) je malý druh labutě, ptáka z řádu vrubozobých.

## Taxonomie
Labuť malá v užším pojetí (Cygnus bewickii) bývala oddělována od severoamerické labutě malé (C. columbianus) jako samostatný druh. Oba poddruhy jsou odlišitelné na základě rozsahu žluté barvy na zobáku; někteří autoři upozorňují na existenci přechodných typů. V současné době došlo k rozšíření areálu obou poddruhů, které nyní hnízdí sympatricky v severovýchodní Sibiři. V tomto místě bylo zaznamenáno vzájemné křížení a smíšené páry již v 70. letech 20. století; jejich zastoupení v populaci není známé. Na základě současných znalostí je rozdělení druhu na dva samostatné považováno za nepodložené.

## Popis
- Délka těla: 120–147 cm
- Rozpětí křídel: 170–195 cm[3]
- Hmotnost: 3,8–10,5 kg[4]

Podobá se labuti zpěvné, jediným výrazným rozdílem kromě velikosti vzrůstu je tvar žluté skvrny u ozobí. U labutě malé je rozsah žluté menší než plocha černého zbarvení zobáku, směrem dopředu končí tupě až zaokrouhleně, nedosahuje k nozdrám (platí pro evropský poddruh bewickii, americký poddruh columbianus má jen malou žlutou skvrnku před okem). Jiné rozdíly, jako relativně kratší krk, jsou mnohem méně výrazné a u jednotlivých ptáků obtížně posouditelné. Mladí ptáci jsou šedohnědí, s méně výraznou kresbou zobáku.

### Hlas
Zvukovými projevy se podobá labuti zpěvné, volání je ale spíše štěkavé a kejhavé, vyšší.

## Rozšíření
Hnízdí daleko na severovýchodě v tundře u Severního ledového oceánu, zimuje v severozápadní Evropě. Vzácně zaletuje také do České republiky, kde byla do roku 2019 zaznamenána 30×, včetně hejna 20 ex. v únoru 2001 na rybníce u Šumvaldu.

## Chov v zoo
Tento druh je chován zřídka. Poddruh C. columbinaus columbianus v červenci 2020 chovaly jen čtyři evropské zoo. Evropský poddruh C. c. bewickii je sice o něco častější, ale i tak poměrně málo chovaný – přibližně ve dvou desítkách zoo. V rámci Česka je chován ve třech zoo: Zoo Hluboká, Zoo Plzeň a Zoo Praha.

### Chov v Zoo Praha
Chov tohoto druhu, resp. konkrétně labutě Bewickovy (C. c. bewickii) byl zaznamenán již v prvních 25 letech existence Zoo Praha. Současný chov započal v roce 2015, kdy byl přivezen pár ze Zoo Hluboká. Ještě téhož roku byl zaznamenán odchov, první v historii zoo. Ke konci roku 2018 byly chovány dvě samice.